# قبلی (تونس)
قبلی (به عربی: قبلی) یک منطقهٔ مسکونی در تونس است که در استان قبلی واقع شده‌است. قبلی ۲۸٬۰۸۱ نفر جمعیت دارد.